# Церковь Казанской иконы Божией Матери (Курба)
Це́рковь Каза́нской ико́ны Бо́жией Ма́тери, или Каза́нская церковь, — православный храм в селе Курба Ярославской области, построенный в 1770 году. Шестнадцатилепестковый план храма, сочетающего традиции ярославского зодчества со стилистикой нарышкинского барокко, не имеет аналогов в русской архитектуре. Интерьеры, от пола до потолка, расписаны фресками на сюжеты Ветхого и Нового завета. В советское время церковь была закрыта, в ней размещалась машинно-тракторная станция. К XXI веку здание пришло в аварийное состояние, часть росписей оказалась утрачена. С 2016 года его восстановлением занимается благотворительный фонд «Белый Ирис». В 2020 году завершились работы по консервации храма; разрабатывается проект его реставрации.

## История

### XVIII—XIX века
Село Курба, расположенное на берегу речки Курбицы, — одно из самых больших и древних сёл Ярославской области, в XV—XVI веках бывшее вотчиной князей Курбских. Казанская церковь расположена в самом центре села и была, по всей видимости, возведена в 1770 году неизвестными мастерами.
Традиционно считалось, что храм строился на пожертвования прихожан при участии потомков рода Нарышкиных, которым до середины XIX века принадлежала часть села. Однако впоследствии в архиве Ярославской области обнаружилась челобитная 1742 года, в которой курбский помещик Михаил Камынин просит благословения митрополита Ростовского и Ярославского на строительство в селе каменного храма во исполнение обета, который он дал во время случившейся с ним болезни. Доктор культурологии Т. В. Юрьева, занимающаяся изучением храмов Ярославской области, предполагает, что, возможно, церковь строили всем миром на средства Нарышкиных, Камыниных и других жителей села.

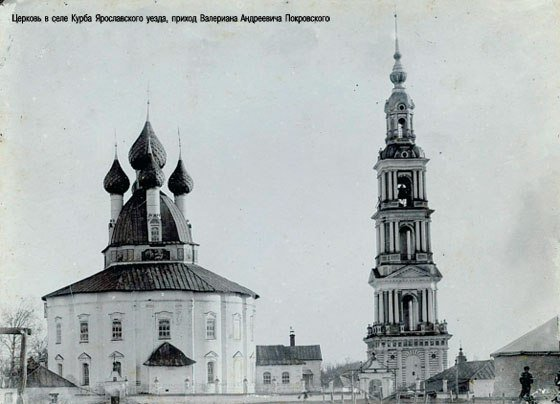
Казанская церковь и колокольня. Ок. 1890—1900

До возведения Казанской церкви в Курбе существовали каменная Воскресенская церковь и деревянная во имя святой Параскевы Пятницы, однако со временем последняя перестала вмещать верующих. После того как в селе случилась эпидемия холеры, кладбище, располагавшееся вокруг Воскресенской церкви, перенесли на окраину, и рядом с ней высвободилось место для строительства нового большого храма. С эпидемией связывают также предание, согласно которому одной из юных жительниц Курбы явилась во сне Богородица и повелела освятить храм во имя Казанской иконы, пообещав, что после этого в селе больше никто от холеры не умрёт. Всего в храме было три престола: во имя Казанской иконы, Спаса Нерукотворного Образа и Святителя Чудотворца Николая (по другим источникам — Тихвинской иконы Божией матери).
В 1852 году в журнале «Москвитянин» была опубликована посвящённая селу Курба статья. В ней о Казанской церкви говорилось следующее: «…иконостас величественный, архитектуры елизаветинского времени, весь вызолочен, образа того же времени в греческом, но невысоком стиле: вся церковь по стенам, сводам и столпам расписана альфреско… Трудились в расписании церкви ярославские иконописцы с 1796 по 1799 год». Это было первое упоминание храма в печати.

### Советский период

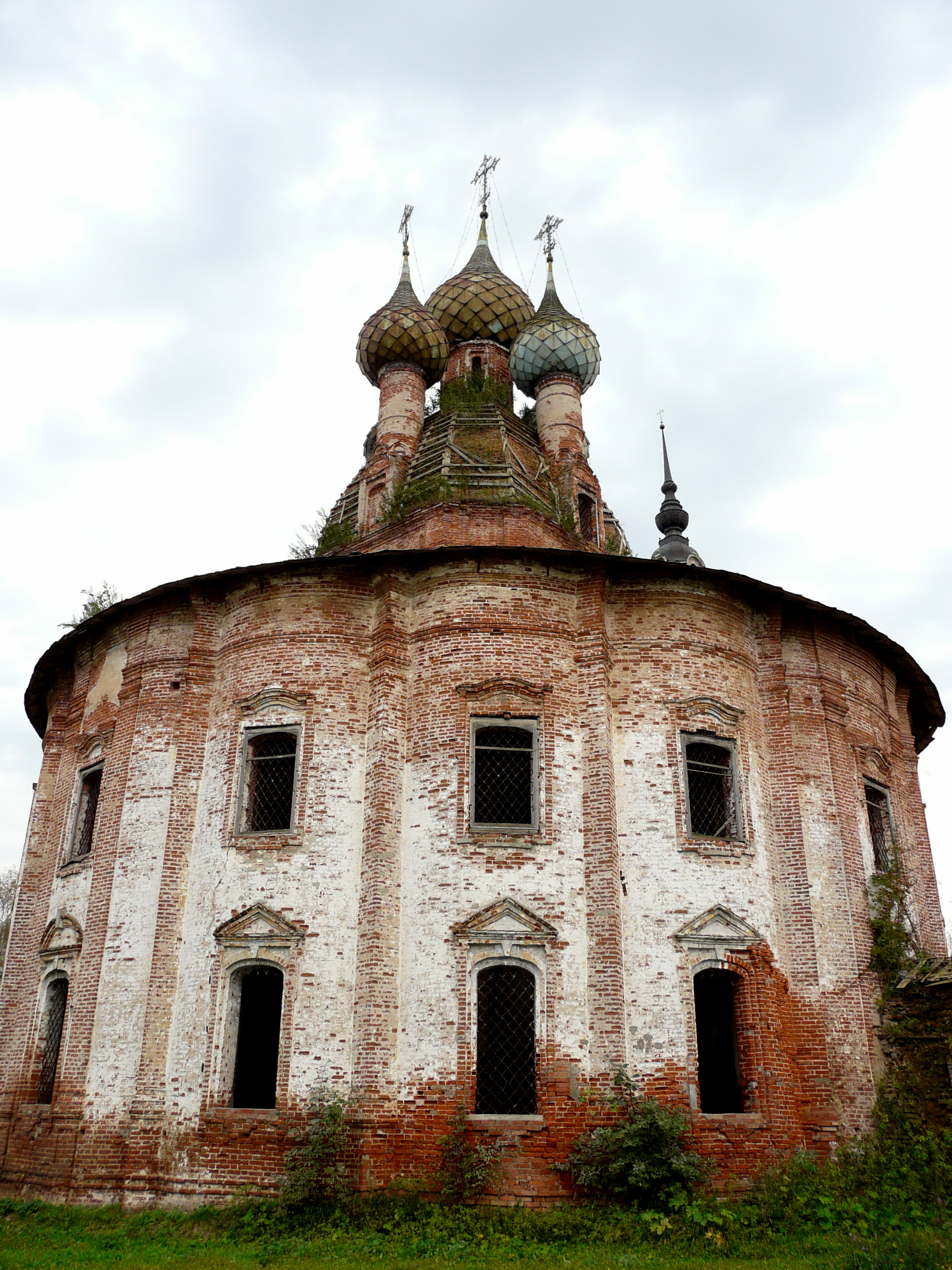
Аварийное состояние храма в 2012 году

В 1929—1930 годах церковь была закрыта, а церковное имущество по большей части уничтожено. Долгое время зданием храма пользовался Курбский совхоз, разместивший в нём машинно-тракторную станцию; кроме того, в одной из входных папертей был устроен больничный склад. Затем храм долгое время пустовал; в нём устраивала посиделки молодёжь. Здание постепенно приходило в упадок: разрушались покрытие глав и кирпичная кладка стен, почти полностью был утрачен барабан одной из боковых глав.
Первые попытки восстановить церковь, признанную памятником архитектуры, предпринимались ещё в 1980-х годах. Местная администрация выделила средства на реставрацию; в ходе работ были восстановлены барабан, покрытия глав и, частично, кладка, однако в 1993 году работы прекратились ввиду общей разрухи и отсутствия средств.

### Современность

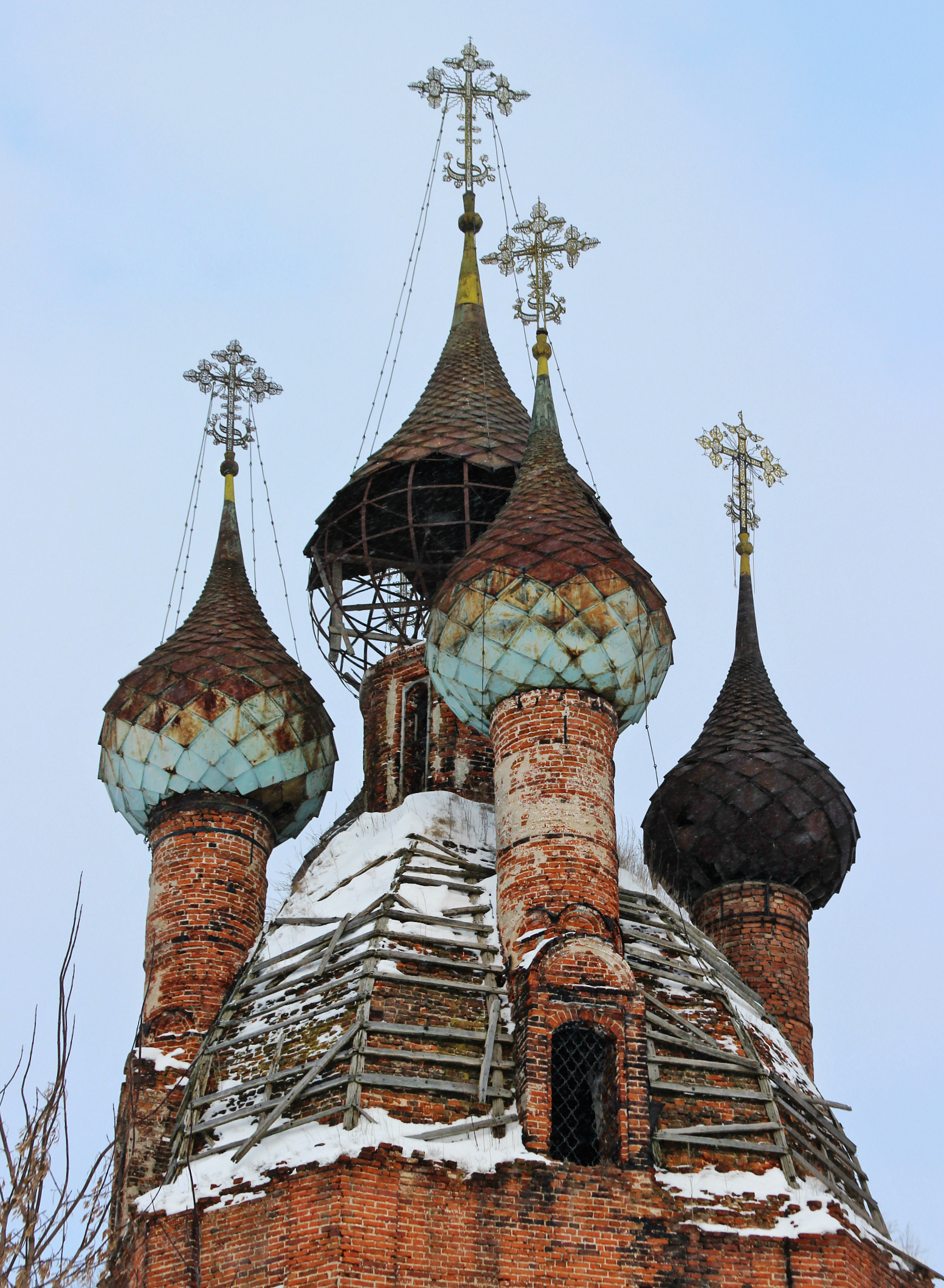
Состояние куполов в 2017 году

В начале XXI века храм находился в тяжёлом аварийном состоянии. Почти разрушились покрытие центральной главы и боковые купола, выбиты окна. Практически полностью выломан иконостас: остались лишь фрагменты рам. Из-за протекающей кровли стали намокать и осыпаться фрески.
В 2013 году настоятель храма Всемилостивого Спаса в соседнем селе Васильевском отец Иоанн (Лозан) организовал субботник и провёл в Казанской церкви первую за долгое время литургию. Со временем к храму удалось привлечь внимание общественности, его возрождением занялись энтузиасты.
С 2016 года реставрацией Казанской церкви занимается благотворительный фонд «Белый Ирис». Благодаря пожертвованиям меценатов и средствам президентского гранта в рамках проекта «Возрождение сельских жемчужин» к марту 2020 года была полностью завершена консервация памятника, позволившая приостановить его разрушение. В настоящее время ведётся разработка реставрационного проекта.

## Архитектура

### Храмовый ансамбль села Курба

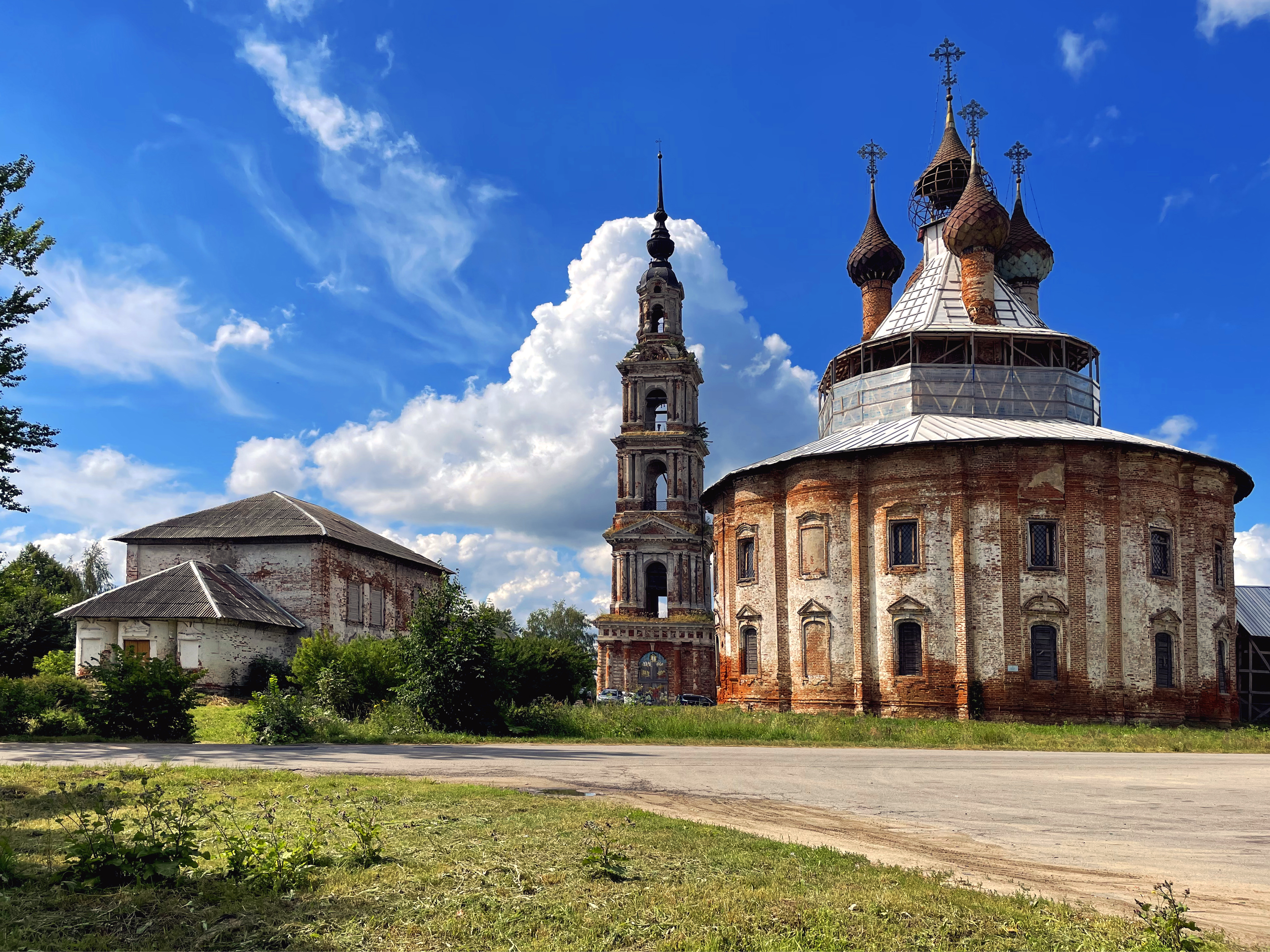
Храмовый ансамбль: Казанская церковь, Воскресенская церковь, колокольня. 2022 г.

Церковь Казанской иконы Божией матери является частью комплекса, в который входили также Воскресенская церковь с трапезной, две часовни (из них сохранилась лишь одна) и колокольня.
Воскресенская церковь построена в начале XVIII века (точная дата постройки неизвестна) и представляет собой типичный для своего времени бесстолпный пятиглавый храм, к которому в 1851 году была пристроена трапезная. В советский период храм был закрыт; в нём разместили Дом культуры. Лишившись глав и получив шиферную крышу, Воскресенская церковь приобрела неузнаваемый облик.
Рядом с Казанской церковью стоит высокая (более 60 м) колокольня. Возведённая неизвестными мастерами в 80-х — 90-х годах XIX века, она, как и сам храм, сложена из красного кирпича с резными белокаменными деталями. Квадратное в плане строение имеет пять постепенно убывающих ярусов и увенчано сложной формы главкой. Как пишет о ней Н. С. Борисов, «это величественное сооружение развитого классического стиля могло бы украсить любой губернский город».

### Казанская церковь

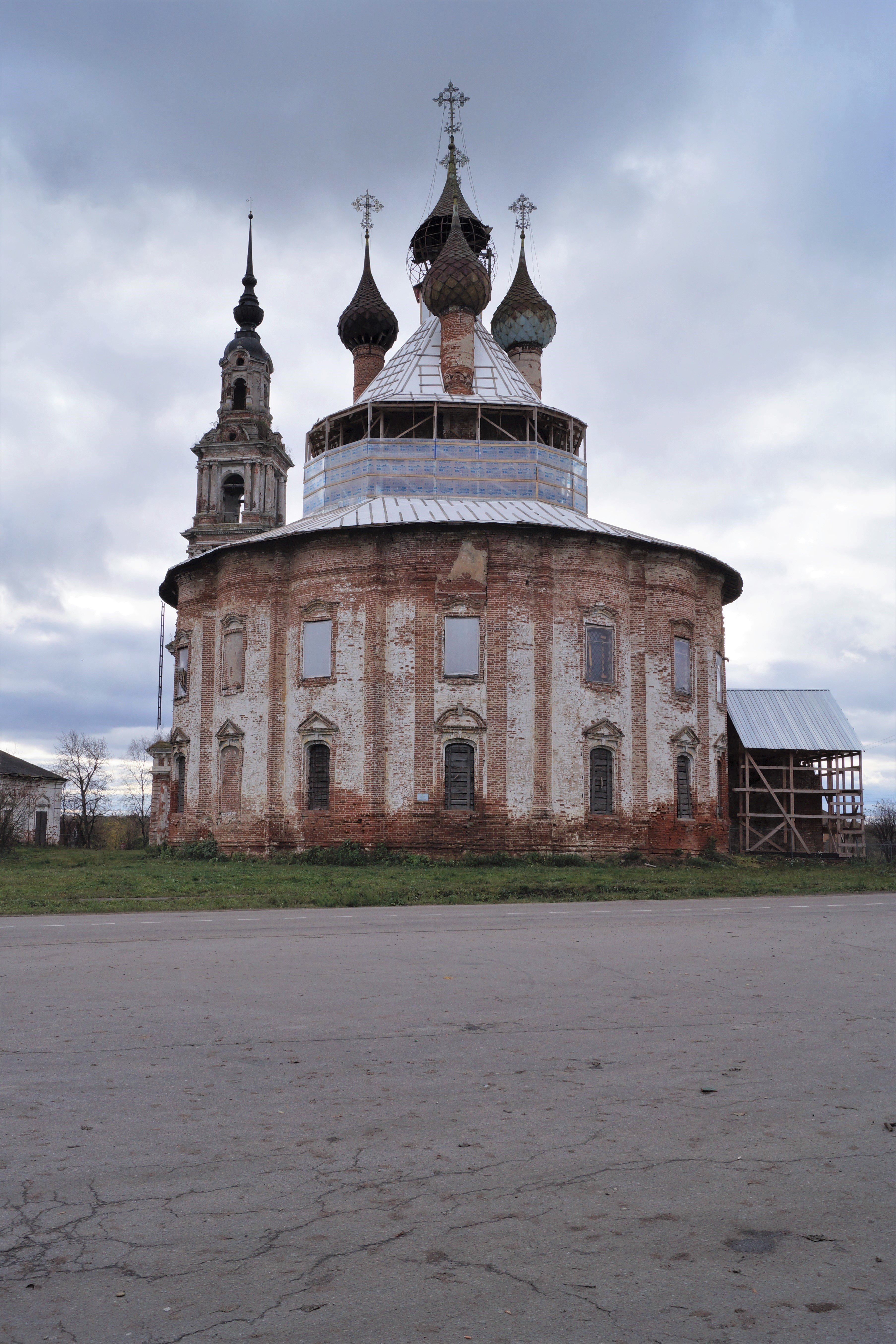
Казанская церковь в 2020 году

Казанская церковь отличается исключительно своеобразной композицией и чрезвычайно интересна по своей архитектуре. Она «относится к типу центрических пятиглавых церквей и представляет собой в плане шестнадцатилепестковую ротонду с четырьмя массивными столбами-опорами в центре и прямоугольниками крылец с западной и северной сторон». Характеризуя русские церкви с лепестковым планом (то есть «с четырьмя или бо́льшим числом полукружий вокруг основного пространства»), В. И. Плужников отмечает, что церковь в Курбе — единственная, имеющая по периметру 16 апсидиол. Т. В. Юрьева также подчёркивает уникальность планировки храма и необычность его возникновения не в каком-либо крупном городе, а в ярославском селе. По заключению экспертов Государственного института искусствознания и Института наследия, Казанская церковь представляет собой уникальный памятник русского зодчества конца XVIII века. Её план и композиция не имеют аналогов в русской, а, возможно, и в мировой архитектуре.
Фондом «Белый Ирис» были проведены обмеры храма: его высота — 42 м, купола — 10 м, площадь — 706 м², диаметр — 30 м. Снаружи его оригинальное архитектурное решение воспринимается как «волнообразный цилиндрический объём» с треугольными пилястрами между лепестками. Второй ярус выполнен в виде невысокого четверика со срезанными углами; он служит основанием для высокого восьмигранного свода, близкого по форме к куполу и прорезанного четырьмя люкарнами. Свод несёт на себе центральную главу с небольшим восьмигранным световым барабаном; основанием остальных четырёх глав являются арки над люкарнами, украшенные внизу мелкими декоративными кокошниками. До нас церковь дошла покрытой простой покатой крышей, но возможно, что ранее её кровля имела более сложную форму, продиктованную конструктивным решением сводов (помимо основного сомкнутого свода в перекрытиях лепестков использовались также коробовый и крестовый типы) и повторявшую их профиль.

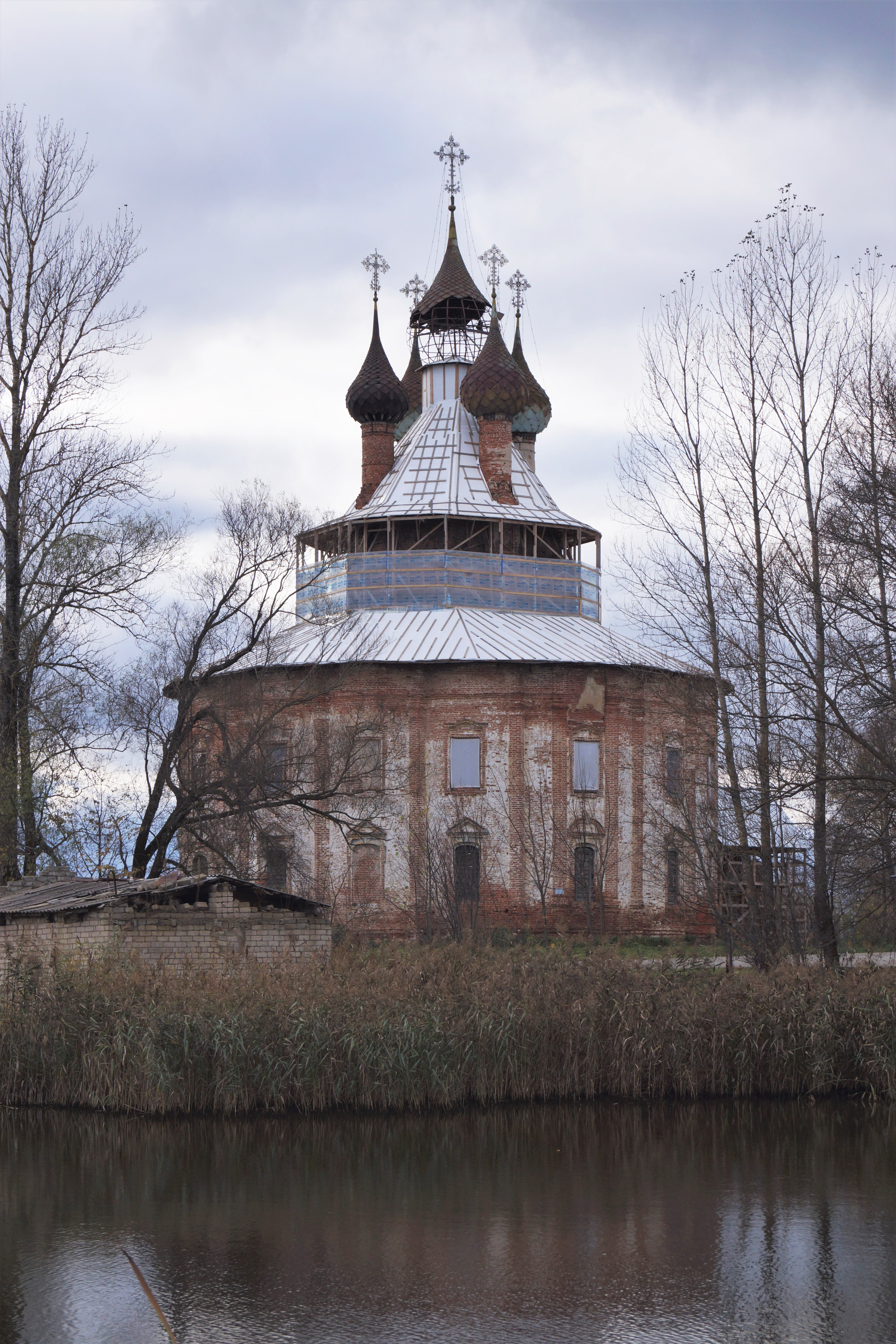
Вид с северо-восточной стороны

Наружное убранство храма составляют наличники окон первого и второго ярусов (с треугольным и полукруглым завершением соответственно); сходным образом оформлены и все три портала. Во втором ярусе имеются ложные окна, использовавшиеся в качестве киотов. Под кровлей, по всей длине объёма, проходит ступенчатый карниз.
Внутри основную тяжесть сводов несут на себе четыре монументальных пилона. Интерьер Казанской церкви поражает высотой подкупольного пространства; обилие света и богатство росписей, покрывающих стены сплошным ковром, придают ему парадный и праздничный вид.
Н. С. Борисов полагает, что мастера, возводившие храм, «вдохновлялись мотивами столичного барокко, смело сочетая их с традиционными приёмами ярославского зодчества XVII столетия». Т. В. Юрьева также отмечает близость архитектурного стиля Казанской церкви к так называемому «нарышкинскому барокко», проявляющуюся в барочной выпуклости лепестков, центричности и ярусности конструкции, нарядности и декоративности. Вместе с тем, несмотря на то, что в отдельных своих чертах церковь имеет сходство с рядом других творений русского храмового зодчества XVIII века, как целое она остаётся единственной в своём роде.

## Росписи
В 1796—1799 годах интерьеры храма были расписаны фресками, в общей сложности включающими около 350 сюжетов на библейские темы. Т. В. Юрьева отмечает, что те, кто их создавал, не могли быть рядовыми мастерами — «они прекрасно знали западноевропейские гравюры, были хорошо образованными и эрудированными людьми». Стилистика росписей, по её мнению, не только продолжает ярославские традиции, но и несёт в себе черты барокко.
Общая схема росписей определяется структурой храма; они покрывают не только своды и стены, но и столбы, откосы окон, подоконники. Композиции располагаются ярусами, при этом каждый сюжет заключён в рамку или медальон. В куполе росписи полностью утрачены, в верхней части интерьера сильно повреждены; в нижней части свода угадываются изображения ангельских чинов.
Алтарное пространство, архитектурно не выделенное в силу центрической композиции храма, обозначено живописно: его центром является обращённый на восток широкий компартимент, завершающийся конхой, в которой изображён Спаситель в сиянии славы. В числе прочих росписей выделяются ветхозаветный, пасхальный, богородичный и христологический (наиболее сохранившийся) циклы. Из-за повреждений и разрушений значительная часть сюжетов не поддаётся идентификации.